# Malik Tillman
Malik Leon Tillman (Nuremberga, 28 de maio de 2002) é um futebolista teuto-americano que atua como meia-atacante. Atualmente defende o Bayer Leverkusen.

## Carreira

### Bayern de Munique
Tendo jogado anteriormente pelo ASV Zirndorf, Tillman foi para as categorias de base do Greuther Fürth, onde permaneceu até 2015, quando se mudou para o Bayern de Munique ao lado de seu irmão Timothy.
Promovido ao time B do Bayern em 2020, fez sua estreia profissional em junho de 2020, atuando por 57 minutos na vitória por 2 a 0 sobre o Zwickau.
Em agosto de 2021, estreou pela equipe principal dos bávaros na Copa da Alemanha, marcando um dos 12 gols na goleada sobre o Bremer SV, que também foi o primeiro de sua carreira profissional.
Em julho de 2022, o Bayern emprestou Tillman ao Rangers por uma temporada com opção de compra. Somando todas as competições, foram 43 jogos e 12 gols marcados com a camisa dos Teddy Bears.
Pouco depois de renovar seu contrato com o Bayern até 2026, Tillman foi novamente emprestado, desta vez ao PSV Eindhoven (também com opção de compra), onde foi campeão nacional.

### PSV
Em maio de 2024, o PSV anunciou a compra em definitivo do meia-atacante, que assinou um contrato válido até 2028.

### Bayer Leverkusen
Em 12 de julho de 2025, o Bayer Leverkusen anunciou a contratação de Malik Tillman. O meio-campista assinou um contrato válido por cinco temporadas, até junho de 2030. De acordo com o jornal alemão Kicker, para fechar a contratação, o Leverkusen pagou a multa rescisória do meia e desembolsou cerca de 35 milhões de euros (R$ 228 milhões). Assim, Malik Tillman se tornou o jogador mais caro da história do clube alemão.

## Carreira internacional
Filho de um norte-americano e uma alemã, Tillman foi considerado elegível para defender Alemanha ou Estados Unidos, tendo representado ambos nas seleções de base.
Em maio de 2022, o meia-atacante solicitou uma mudança definitiva de seleção (que posteriormente seria aprovada pela FIFA), e um dia depois, fez sua estreia pela Seleção Norte-Americana na vitória por 3 a 0 sobre Marrocos.

## Títulos
Bayern de Munique
- Bundesliga: 2021–22[17]
- Supercopa da Alemanha: 2020[18]
- Supercopa da UEFA: 2020[19]

PSV Eindhoven
- Eredivisie: 2023–24, 2024–25

Seleção Norte-Americana
- Liga das Nações da CONCACAF: 2023–24[20]

### Individuais
- Equipe do Ano (Premiership): 2022–23[21]
- Jovem Jogador do Ano da Premiership: 2022–23[22]